# Аух
Аух, самоназва; Ӏовх, Ӏавх, Ӏовха, Ӏовхойн мохк, екзоніми; Окох, Окоцкая земля — історична область розселення чеченців між річками Сулак і Терек, на території сучасного Новолакського, Хасавюртівського, Бабаюртівського і Казбеківського районів Дагестану. "Аух - спотворена форма від Чеченської назви регіону «чеч. Ӏавх», яка є російською назвою території, історично населеної чеченцями.

## Походження
У документах XVI століття регіон відомий під назвою «Окоцькая земля», що була феодальним володінням, де на той момент володарями були мурзи Ішерімових, з головним селищем «Старий Окох» (Шірч-Аух).

## Територія
Про переселення чеченців начальник Лівого флангу Кавказької укріпленої лінії Пулло пише наступне:
|                            | До управління начальника лівого флангу Кавказької лінії віднесено простір, обмежений головним хребтом гір, річками Андийских Койсу, Сулаком, Каспійським морем і рр. Тереком і Ассою і Даут-Мартаном. Основне населення цього простору становить чеченське плем'я, найбільш сильне, буйне і войовниче з усіх кавказьких народів; їх вважається до 100 тис. душ. ... |
| — Пулло Олександр Павлович | |

## Галерея

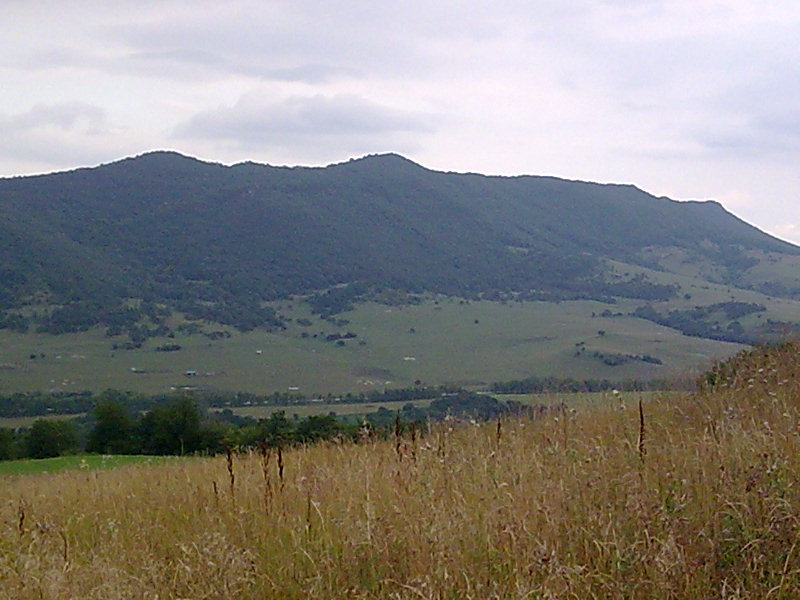
Гора Гебек-Кале
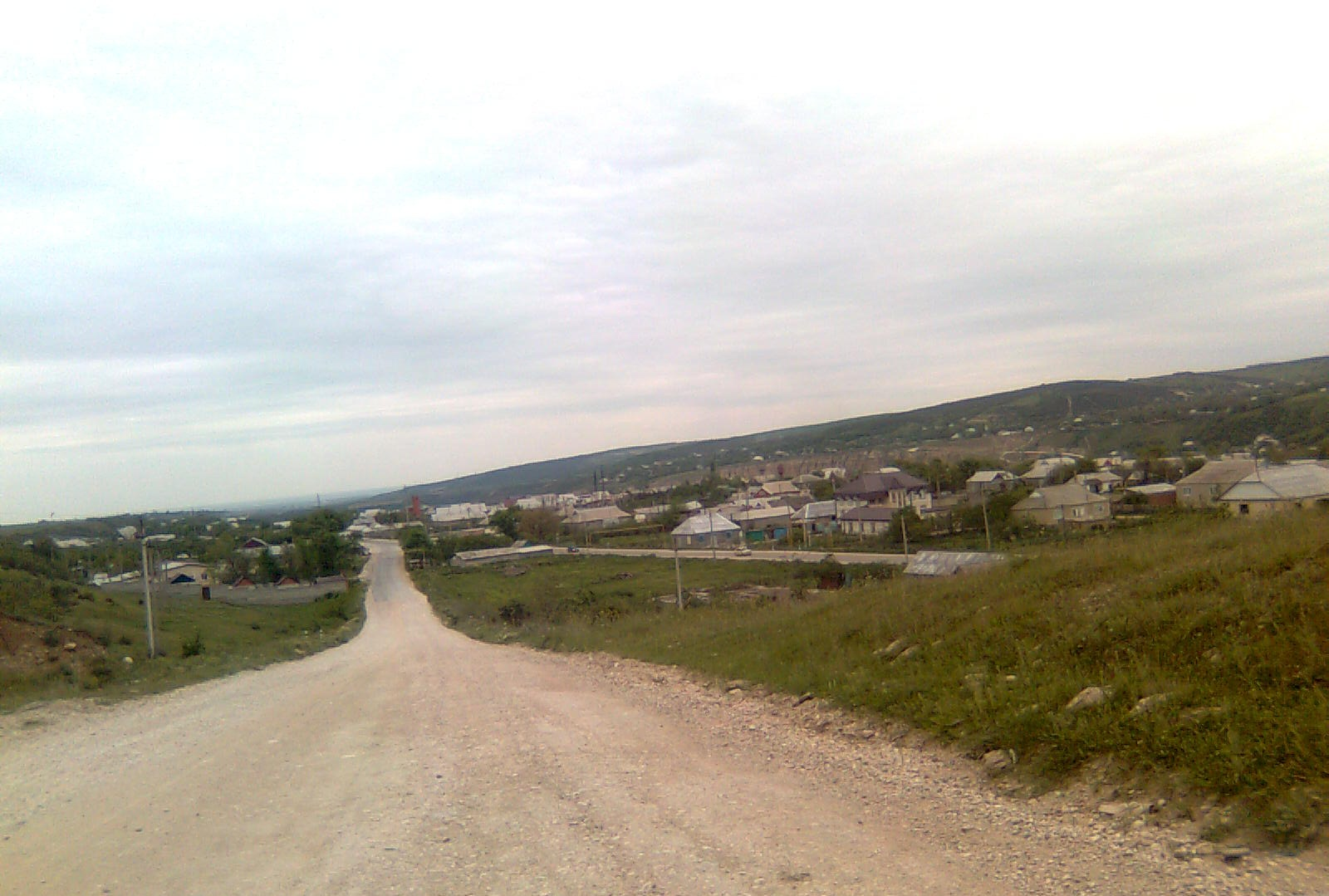
село Яриксу-Аух (Гачалка)
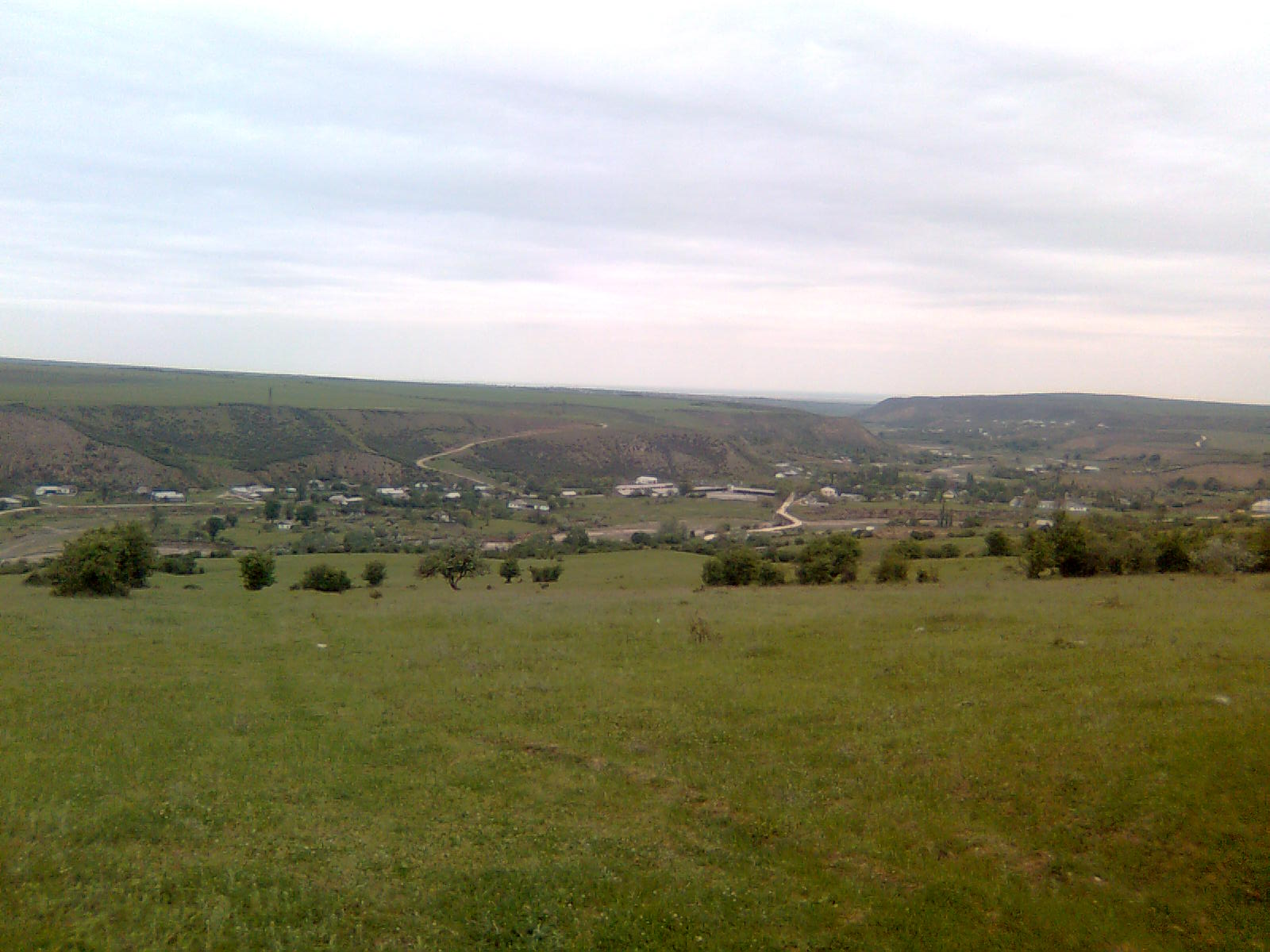
село Зорі-Отар
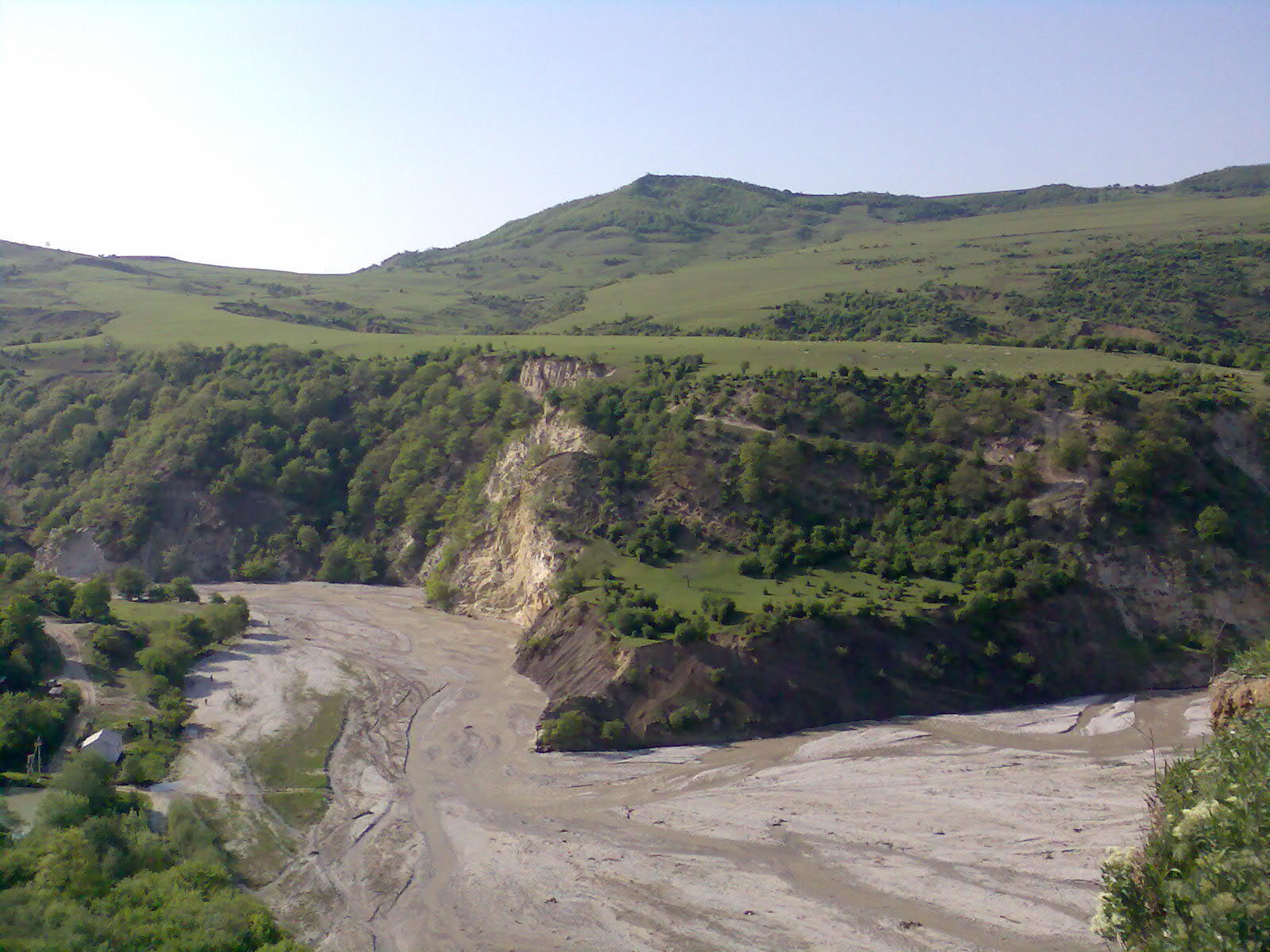
Річка Акташ
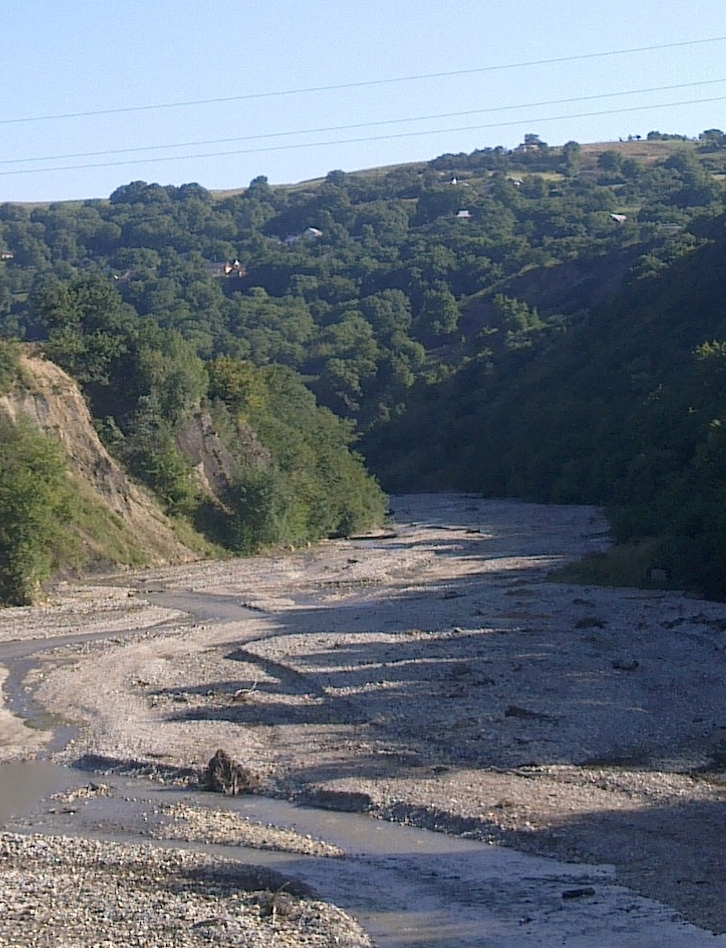
Річка Сала-су
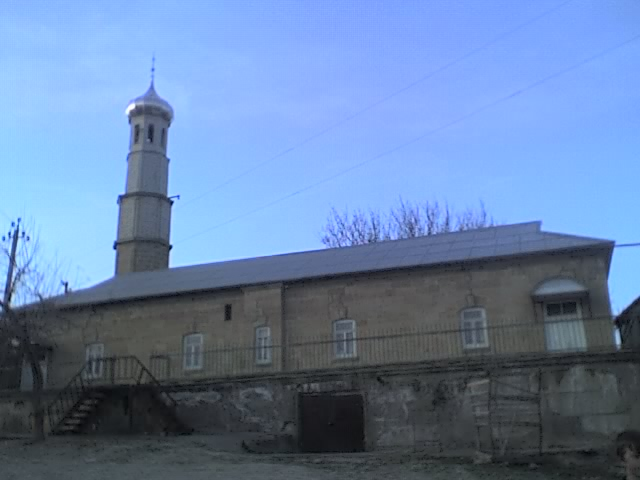
Чеченська мечеть (рік побудови - 1904), розташована в Юрт-Аусі
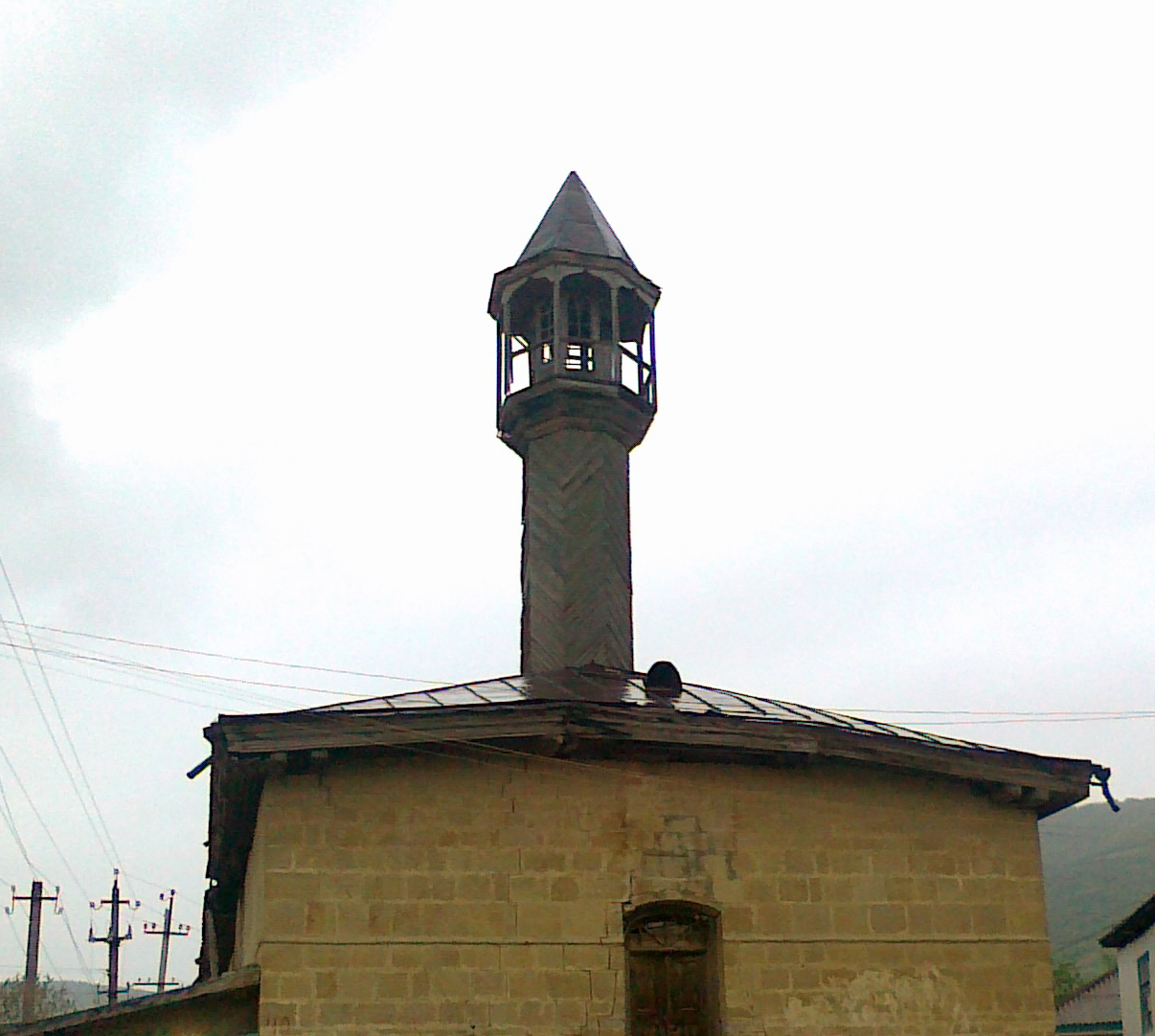
Старовинна мечеть розташована в Акташ-Аусі